# Hieracium aryslynense
Hieracium aryslynense es una especie de planta con flor del género Hieracium, de la familia Asteraceae, orden Asterales.

## Distribución
Hieracium aryslynense se distribuye por Kazajistán.

## Taxonomía
Fue descrita científicamente por (Zahn) Üksip. Fue publicada en V.L.Komarov (ed.), Fl. URSS 30: 68 (1960).